# Каверін Олексій Олександрович
Олексі́й Олекса́ндрович Каве́рін (рос. Алексей Александрович Каверин; нар.1904, Іркутськ — пом.1976, Іркутськ) — радянський астроном, доцент, кандидат фізико-математичних наук.

## Біографія
Народився 29 вересня 1904 року в Іркутську.
Астрономією зацікавився в 16 років. З 10 травня 1921 року він почав безкоштовно працювати в астрономічній обсерваторії Східно-Сибірського відділення Російського географічного товариства у Р. С. Пророкова. В 1930 році закінчив фізико-технічний факультет Іркутського державного університету. У січні 1931 року став аспірантом Ленінградського астрономічного інституту. У 1934 році закінчив аспірантську підготовку без захисту дисертації. Поєднував викладацьку діяльність з науковою в астрономічній обсерваторії Іркутського державного університету. З 1937 року Каверін керував Іркутською міською астрономічною обсерваторією, здійснюючи спостереження на 130-міліметровому рефракторі Цейса. Був співробітником астрономічної обсерваторії Іркутського державного університету, де виконував спостереження сонячних плям. Під його керівництвом на обсерваторії був виконаний ряд наукових робіт, перш за все силами студентів Іркутського державного університету. Тут виконувалися спостереження Великого протистояння Марса 1956 р., багатьох затемнень, покриттів зірок Місяцем, комет. Основні результати опубліковані в більш ніж 20 випусках Астрономічного циркуляра та інших виданнях.
З початку 1960-х років А. А. Каверін працював в Іркутському педагогічному інституті, де викладав астрономію.

## Наукова діяльність
Основний напрямок наукової діяльності — вивчення сонячної активності, передобчислювання умов настання місячних і сонячних затемнень і покриттів зірок Місяцем.
У період з 1926 по 1964 рік О. О. Каверіним було опубліковано 93 наукові роботи. Передобчислювальні дані регулярно публікувалися у щорічних випусках астрономічного календаря.
Багато сил віддавав Олексій Олександрович Каверін популяризації астрономічної науки, її пропаганді серед населення, викладачів, студентів та вчителів іркутських шкіл.

## Вшанування пам'яті
На честь Олексія Каверіна названий астероїд головного поясу 1976 Каверін, відкритий 1 квітня 1970 року його ученицею Людмилою Черних в Кримській астрофізичній обсерваторії.